# Miguel Cotto
Miguel Ángel Cotto (Caguas, 29 de outubro de 1980), é um pugilista porto-riquenho. É cinco vezes campeão mundial em 4 divisões diferentes (Super - Leves, Meio - Médios, Médios - Ligeiros e Médios). 

## Carreira profissional
Até 2008 estava invicto, todavia, em julho de 2008, sofreu surpreendentemente a primeira derrota diante do mexicano Antonio Margarito, por nocaute técnico ao 11°. round. Uma derrota que abalou profundamente os alicerces do porto-riquenho, conforme demonstraram as fracas performances alcançadas em 2009: uma vitória pouco convincente diante do ganense Josua Clottey e finalmente a derrota demolidora por nocaute técnico ao 12°. round contra o filipino Manny Pacquiao. Entretanto, Cotto decidiu procurar o antídoto para os seus males, no veneno que o minou: um segundo combate contra o homem que o derrotou pela primeira vez, Antonio Margarito, em Dezembro de 2011, e uma soberba e impressionante vitória. O mundo do boxe percebeu que o guerreiro demolidor estava de volta. Esta vitória reabilitou os níveis de confiança de Miguel Cotto.

### Miguel Cotto x Kelson Pinto
A primeira oportunidade mundialista de Cotto chegou diante de um brasileiro, o sergipano Kelson Pinto. Pinto havia vencido Cotto em duas oportunidades quando ambos eram amadores, o que deu um ar de rivalidade ao confronto. Ao soar do gongo, o que se viu foi um Miguel Cotto agressivo e destemido, atacando Pinto de todas as maneiras possíveis, mandando o brasileiro ao solo em 3 oportunidades, para então conseguir o nocaute técnico na sexta passagem. Era o primeiro título mundial de Miguel Cotto.

### Miguel Cotto x Antonio Margarito I
Ainda invicto como profissional, Miguel Cotto encararia um dos principais meio médios do momento, o temido mexicano Antonio Margarito. Com melhor ritmo e conseguindo conectar seus potentes ganchos de esquerda, Cotto dominou a primeira parte do combate e abriu vantagem em pontos. Mas com o passar dos rounds, a pressão exercida pelo mexicano acabou por minar a resistência física do Borícua, que caiu de produção nos assaltos derradeiros e perdeu por nocaute técnico na 11° passagem. A vitória de Margarito parecia incontestável, mas um fato ocorrido em seu combate seguinte (contra Shane Mosley) colocou em dúvida o triunfo do mexicano. Naazim Richardson, treinador de Mosley, estava acompanhando a colocação da bandagem nas mãos de Margarito quando observou que um estranho material estava sendo usado para enrolar a mão do mexicano. Richardson comunicou o fato a comissão atlética do evento, o que fez com que  material fosse confiscado, ficando constatado após análise que se tratava de uma espécie de gesso, que endurecia com o passar dos rounds por conta do suor das mãos. A situação deixou uma grande polêmica no ar: Teria Antonio Margarito usado do mesmo artifício no combate diante de Cotto? O porto-riquenho afirma que sim, mas o mexicano sempre negou. Fato é que Margarito recebeu suspensão de 1 ano após a luta contra Mosley e nunca mais teve a mesma "pegada", que era uma de suas principais características.

### Miguel Cotto X Floyd Mayweather
Floyd Mayweather, Jr., dominou nove dos 12 assaltos, e sua rapidez, técnica em estado puro, foi demasiado para Cotto, que começou preso e quando se soltou, à base da coragem, encaixou alguns golpes. Todavia Cotto conseguiu expor alguma vulnerabilidade do norte-americano, que do 6°. round ao final do combate, apresentou um rosto preocupantemente ensanguentado – sangrava pelo nariz – situação incomum de se ver em Floyd. 

### Miguel Cotto X Austin Trout
Em busca de um recomeço após a derrota para Mayweather, Cotto encarou o perigoso americano Austin Trout. com o apoio da torcida norte-americana e o retrospecto invicto no Madison Square Garden, o porto - riquenho até começou o combate de maneira agressiva e conectando bons golpes, mas acabou dominado pela maior envergadura e técnica do lutador ianque, o que resultou em sua derrota por decisão unânime e seu 2° revés seguido.

### Miguel Cotto x Delvin Rodriguez
Sob a batuta do renomado treinador Freddie Roach. Miguel Cotto não tomou conhecimento do rival Delvin Rodríguez, da República Dominicana. Recuperando o velho instinto assassino e poder avassalador de outrora, Cotto conectou violentos golpes na linha de cintura de Rodriguez, abrindo caminho para seu potente ganchou de esquerda que explodiu no rosto do dominicano e deu fim ao combate logo 3° round.

### Miguel Cotto x Sergio Martínez
Em 7 de junho, Cotto enfrentou o argentino Sergio "Maravilha" Martínez., em um dos duelos mais aguardados da temporada. 
Mostrando ampla superioridade desde o início, o porto-riquenho Miguel Cotto derrotou o então campeão Sergio “Maravilha” Martinez por nocaute técnico após no décimo round e conquistou, em Nova York, o título da categoria. Cotto subiu ao ringue no Madison Square Garden com disposição incomum. Logo no primeiro assalto derrubou o argentino três vezes, em um cartão de visitas avassalador. O evidente domínio seguiu no round seguinte, porém Martínez conseguiu resistir ao castigo imposto pelo desafiante. 
O combate, a seguir, se mostrou mais equilibrado, com “Maravilla” Martínez buscando a recuperação. No nono assalto, porém, Cotto voltou a acertar golpes contundentes e, quase ao final, o árbitro abriu contagem para o então campeão, que já se mostrava sem condições, o que foi confirmado com a desistência antes do início do décimo assalto. 
Com a vitória, Miguel Cotto se tornou o primeiro porto - riquenho campeão mundial em 4 divisões diferentes, cravando seu nome na história do boxe.

### Miguel Cotto x Canelo Alvarez
O mexicano Saul Canelo Álvarez bateu, por decisão unanime da arbitragem,  Miguel Cotto, na madrugada de 21 de novembro de 2015. Com a derrota em Mandala Bay, Las Vegas, Cotto perdeu o título dos pesos-médios no WBC de boxe.